# Brasserie-malterie Lefebvre-Scalabrino
La Brasserie-malterie Lefebvre-Scalabrino est située à Le Cateau-Cambrésis dans le département du Nord (France). Ce bâtiment est classé monument historique depuis le 27 mars 2000.

## Histoire
En 1795, la brasserie de l’abbaye bénédictine de Saint-André est vendue comme bien national. En 1910 Suzanne Scalabrino lance la construction d’une brasserie plus grande. Le bâtiment est restauré après la Première Guerre mondiale. L’entreprise employait près de 20 ouvriers et produisait près de 12 000 hectolitres de bière par an mais la production s’arrête en 1926 et le site devient un lieu de stockage. L’édifice est classé monument historique en 2000 quand la communauté de communes du Pays de Matisse achète le site pour le restaurer. Les travaux durent trois ans. La brasserie est réparée à l’identique afin de montrer les anciennes installations mais aussi afin de relancer la brasserie.

## Architecture
De l’ancienne abbaye subsistent quelques éléments anciens, notamment les communs (écuries).
L'usine est en brique avec des décors en pierre, elle est composée d’un grand atelier de fabrication dominé du toit polygonal de la touraille et sur le côté d’une cheminée d'aération. 
Une machine à vapeur de modèle « Weyher et Richemont » activait des courroies permettant de faire aller des poulies d'étage en étage.
L’ensemble des caves voûtées en brique ainsi qu’un profond souterrain permettent le stockage des fûts.

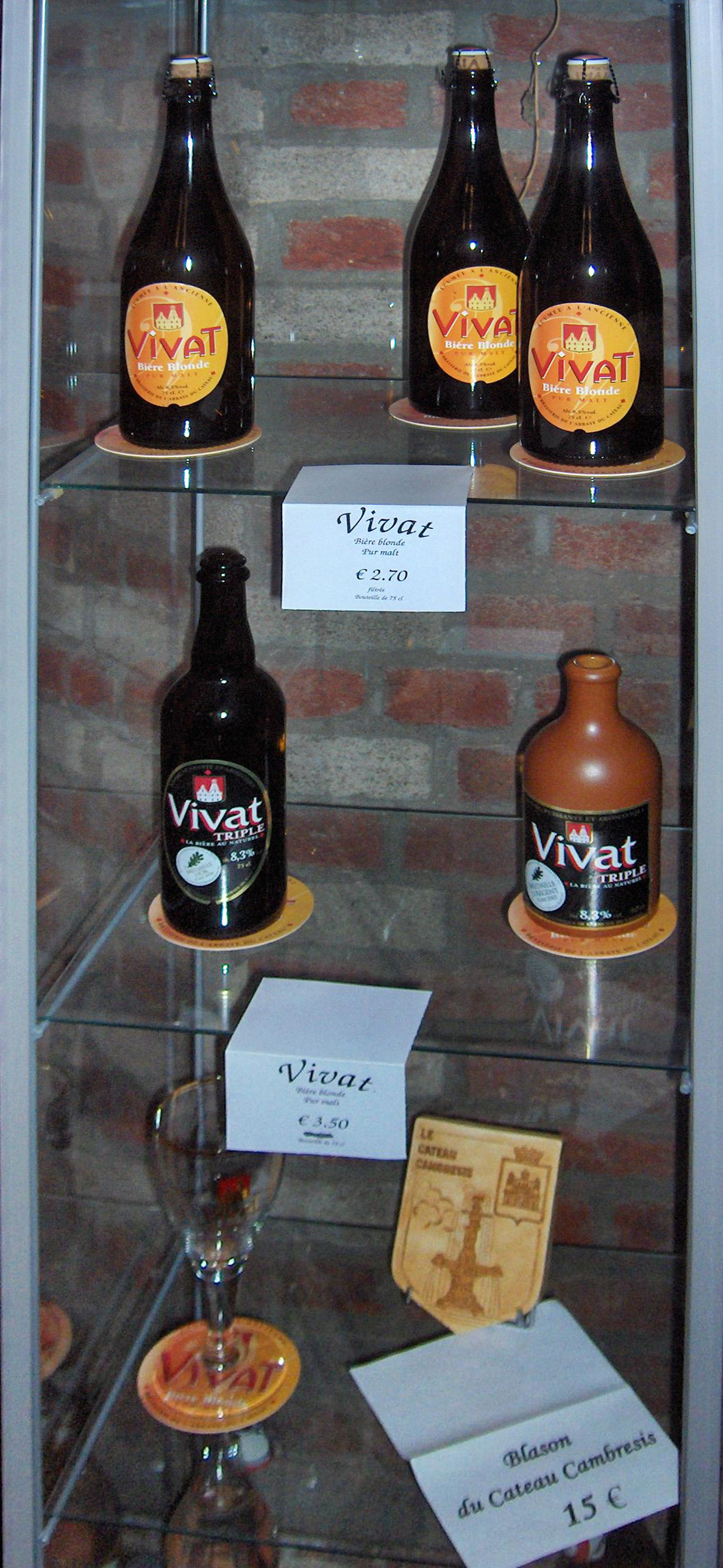
Bières brassées à l'abbaye du Cateau.